# 社会福祉学部
社会福祉学部（しゃかいふくしがくぶ）は、大学において社会福祉学を中心とした教育が行われる学部である。

## 概要
主に社会福祉士、介護福祉士、精神保健福祉士、保育士などの福祉施設における専門職を養成するための教育が行われている。1960年代から始まる障害者の社会運動の広がりと人口の高齢化を受け、福祉専門職の養成が社会の急務となった。1957年に愛知県の日本福祉大学が設置したものが最古であり、全国の私立大学がリードをとり、急速に設置を広めていった学部である。ただし日本の国立大学には設置されていない。
なお、現在では「学部」として独立しているものも増えてきているが、一方で他の学部（社会学部や文学部）の「社会福祉学科」や「社会福祉コース」などの位置づけが続けられている大学も多く残っている。また、学部の名称を「総合福祉学部」や「現代福祉学部」「健康福祉学部」「人間福祉学部」などとしている大学もあり、多様である。さらには、国立大学の教育学部などでは、教員採用の現状の厳しさも考慮して「教育福祉科学部」などへ改組を行ったり、また「教育学部」の名称は継続しながらも内部で福祉関係の国家資格の取得課程を設けているところも登場してきている。
学位は、「学士（社会福祉学）」を修めることができ、他は、それに相当する専攻名称等に応じた学位を修める。

## 取得できる主な資格
所定の単位を修得することで取得できる資格
- 高等学校教諭一種（福祉）の教員免許状（根拠法は教育職員免許法・別表第五）。

福祉科のある高校で、福祉に関する専門科目の授業を担当することができる。
卒業と国家試験の合格
- 社会福祉士

4年制大学で、社会福祉士養成課程を修了すると、実務経験が免除され、そのまま国家試験を受験することができ、合格により取得できる資格。幅広い役割を担うソーシャルワーカー的な位置づけである。試験内容の一部が精神保健福祉士と被るのも特徴。
- 介護福祉士

介護施設や訪問介護等において従事する専門的な資格。介護福祉士養成課程の修了により取得できる資格。ケアワーカー的な位置づけである。福祉科の高校、専門学校、短大、四年制大学、実務者研修など幅広い養成コースをへて、国家試験を受験することができ、合格により取得できる資格。
- 精神保健福祉士

4年制大学で、精神保健福祉士養成課程を修了すると、実務経験が免除され、そのまま国家試験を受験することができ、合格により取得できる資格。メンタルヘルスに特化したソーシャルワーカー的な位置付けである。
特定の単位を取得することで取得（発生）する資格（学科不問）。
- 社会福祉主事任用資格

社会福祉の現場で働く職員に必要な任用資格。社会福祉主事と称するためにはその職にある必要があり、有資格者は任用資格があるに過ぎない（詳細は当該項目参照）。
- 児童指導員任用資格

児童福祉の現場で働く職員に必要な任用資格。児童指導員と称するためにはその職にある必要があり、有資格者は任用資格があるに過ぎない（詳細は当該項目参照）。
児童福祉学科又は類似する学科を卒業することで取得（発生）する資格。
- 児童福祉司任用資格

児童福祉の現場で働く職員に必要な任用資格。児童福祉司と称するためにはその職にある必要があり、有資格者は任用資格があるに過ぎない（詳細は当該項目参照）。
福祉に関する学科を専攻して学士の学位を有し、実務経験を経て教育職員検定の合格により取得できる資格。
- 高等学校教諭一種（福祉実習）の教員免許状（根拠法は教育職員免許法・別表第五。一般的な教職課程とは別の制度）。

## 社会福祉学部を置く日本の大学

### 公立
- 岩手県立大学
- 長野大学
- 山口県立大学
- 高知県立大学

### 私立
北海道・東北
- 星槎道都大学
- 北星学園大学
- 弘前学院大学

関東
- 群馬医療福祉大学
- 東京福祉大学
- 日本社会事業大学
- 立正大学

中部
- 新潟医療福祉大学
- 金城大学
- 静岡福祉大学
- 聖隷クリストファー大学
- 同朋大学
- 日本福祉大学

近畿
- 花園大学
- 佛教大学
- 関西福祉科学大学
- 関西福祉大学

中国・四国・九州
- 四国学院大学
- 熊本学園大学
- 九州保健福祉大学

※かつて存在した大学
- 大阪府立大学：社会福祉学部 → 人間社会学部へ移行
- 東北福祉大学：社会福祉学部 → 総合福祉学部へ移行
- 淑徳大学：社会福祉学部 → 総合福祉学部へ移行
- 聖カタリナ大学：社会福祉学部 → 人間健康福祉学部へ移行
- 吉備国際大学：社会福祉学部 → 保健医療福祉学部へ移行
- 神戸医療未来大学：社会福祉学部 → 人間社会学部へ移行

## 社会福祉学部と類似する学部名称を置く日本の大学

### 社会福祉系統
- 現代福祉学部 - 法政大学
- 福祉健康科学部 - 大分大学
- コミュニティ福祉学部 - 立教大学
- 総合福祉学部
東北福祉大学・淑徳大学（両校とも「社会福祉学部」から移行）
- 福祉社会学部 - 鹿児島国際大学
- 福祉総合学部 - 城西国際大学

※かつて存在した大学
- ソーシャルワーク学部 - 創造学園大学 → 2013年に廃校

### 医療・保健衛生系統
- 医療福祉学部
国際医療福祉大学（赤坂心理・医療福祉マネジメント学部もあり）、川崎医療福祉大学、広島国際大学、愛知淑徳大学、東北文化学園大学
- 看護福祉学部
九州看護福祉大学、秋田看護福祉大学、北海道医療大学、福井県立大学
- 保健福祉学部
名寄市立大学、神奈川県立保健福祉大学、県立広島大学、岡山県立大学、西南女学院大学
- 保健医療福祉学部
埼玉県立大学、吉備国際大学[1]
- 保健衛生学部 - 鈴鹿医療科学大学

### 健康・人文系統
- 健康科学部 - 東海大学
- 健康福祉学部
関西福祉科学大学、神戸女子大学、高崎健康福祉大学、西九州大学
- 福祉健康学部 - 福山平成大学
- 人間健康学部
東海学園大学、名古屋学院大学
- 人間福祉学部
山梨県立大学、関西学院大学、中部学院大学、田園調布学園大学、東京通信大学
- 人間健康福祉学部 - 聖カタリナ大学
- 心理・福祉学部 - 聖徳大学
- 人間社会福祉学部 - 福岡医療福祉大学